# Snöstorps församling
Snöstorps församling är en församling i Halmstads och Laholms kontrakt i Göteborgs stift. Församlingen ligger i Halmstads kommun i Hallands län. Församlingen bildar eget pastorat.

## Administrativ historik
Församlingen har medeltida ursprung. Fram till 1962 var församlingen moderförsamling i pastoratet Snöstorp och Trönninge, för att från 1962 till 2013 vara moderförsamling i pastoratet Snöstorp och Breared. Breareds och Eldsbergabygdens församlingar uppgick den 1 januari 2013 i Snöstorps församling som därefter åter utgör ett eget pastorat.

## Kyrkobyggnader
- Breareds kyrka
- Eldsberga kyrka
- Esmareds kapell
- Mariakyrkan
- Snöstorps kyrka
- Trönninge kyrka
- Tönnersjö kyrka
- Vallåskyrkan

## Series pastorum
Kyrkoherdar verksamma i Snöstorp
- Sven Ericson 1493
- Hans 1520
- Jens Nielsen 1560
- Jacob Andersen 1609
- Niels 1614
- Johannes Nicolai 1627
- Olaus Nicolai 1644

Ordinarie kyrkoherdar i Snöstorp sedan Halland blev svenskt
- Marcus Jacobi Hjort 1660–1676
- Petrus Magirus 1676–1692
- Andreas Nilsson Kollinius 1693–1717
- Christen Hummel 1719–1765
- Olof Bengtsson Linderoth 1765–1768
- Isak Wallberg 1769–1786
- Johan Peter Linderoth 1788–1804
- Martin Wetterberg 1805–1840
- Anders Stendahl 1841–1847
- Peter Ekman 1848–1887
- Oscar Åberg 1889–1892
- Peter Fridlizius 1895–1909
- Gustaf Friese 1911–1954
- Tore Sjöblom 1955–1984
- Krister Nordin 1984–2012
- Lars Arvidsson 2012-2017
- Anna-Maria Carlwe 2018-